# Данилов, Александр (латвийский футболист)
Алекса́ндр Дани́лов (латыш. Aleksandrs Daņilovs; 19 марта 1967) — советский и латвийский футболист, защитник. Играл за латвийские команды из Лиепаи и Риги.
Работал футбольным тренером в юношеской школе лиепайского «Металлурга».